# Home Park (Plymouth)
Der Home Park (voller Name: Home Park Stadium) ist ein Fußballstadion in der englischen Stadt Plymouth, Grafschaft Devon, im Südwesten des Landes. Es ist Heimat des Fußballclubs Plymouth Argyle. Heute bietet die Anlage den Besuchern 17.904 Sitzplätze. Es trägt, in Anlehnung an das Old Trafford („Theatre of Dreams“) in Manchester, den Spitznamen „Theatre of Greens“. Im September 2016 kaufte der Club das Stadion für 1,7 Mio. £ von der Stadt zurück.

## Geschichte
Das Stadion wurde 1893 gebaut wie auch eröffnet und war damals der Spielort der Rugbymannschaft der Devonport Albion. Nach Streitigkeiten mit dem Eigentümer über die Stadionmiete zog der Rugbyverein 1898 aus und das Stadion stand drei Jahre leer. Im Jahr 1901 übernahm dann Plymouth Argyle die Spielstätte und nutzt das Stadion bis zum heutigen Tag. Damals bestand das Stadion aus einer Holztribüne mit einer Kapazität von 2.000 Plätzen. An den drei weiteren Seiten waren lediglich Wälle aus Abraum und ein hüfthoher Zaun. 1920 wurde die Tribüne abgerissen und durch einen größeren, überdachten Zuschauerrang mit Umkleidekabinen und Vereinsbüro ersetzt. An den offenen Seiten wurden Steinstufen und Wellenbrecher installiert. Viele der Bauten wurden durch Spenden von Anhängern des Clubs ermöglicht.
Nach dem Zweiten Weltkrieg musste das Stadion wieder aufgebaut werden, weil es 1941 durch Luftangriffe zerstört wurde. Aus Not an Materialien nahm man zum Wiederaufbau z. B. Eisenbahnschienen, ausgediente Busse und Straßenbahnen. 1952 bekam das Stadion eine von Archibald Leitch entworfene Tribüne und Mitte der 1950er Jahre eine Flutlichtanlage. Der Lyndhurst End bekam 1964 eine Überdachung. Das Dach des Devonport End musste in den späten 1970er Jahren aus Sicherheitsgründen entfernt werden und wurde 1984 neu gedeckt.
Bis in die 1990er Jahre gab es keine Baumaßnahmen der Spielstätte mehr, dann wurde die Renovierung des Stadions angekündigt. Nach längeren Diskussionen über eine Renovierung oder einen Neubau an anderer Stelle, entschied man sich letztendlich für den Umbau des Home Park. Für die Baumaßnahmen waren zwei Phasen vorgesehen. In Phase eins wurden Lyndhurst End, Devonport End und der Barn Park End erneuert; die Arbeiten wurden im Februar 2002 beendet. Die Phase zwei sah die Neuerrichtung eines dreistöckigen Grandstand vor. Diese Vorhaben wurde wegen finanzieller Schwierigkeiten auf unbestimmte Zeit verschoben. Im Juni 2007 wurden die Stehplätze des Grandstand aus Sicherheitsgründen für Besucher gesperrt. So installierte man dort Sitzplätze um die Stadionkapazität bei etwa 20.000 Plätzen zu halten. Zudem wurde eine neue Beschallungsanlage installiert und das Flutlicht am Grandstand verbessert.
Nachdem die Stadt im Dezember 2017 die Genehmigung für den Umbau gab, wurde vom Frühjahr 2018 bis Ende 2019 die alte Haupttribüne von 1952 abgerissen und durch einen Neubau ersetzt. Der Umbau sollte sechs Mio. £ kosten. Im November 2019 hatten sich die Kosten auf zehn Mio. £ erhöht. Der Clubbesitzer und Vorsitzende Simon Hallett trägt den größten Teil der Kosten.

## Besucherrekord und Zuschauerschnitt
Der Besucherrekord des Stadions wurde am 22. März 2008 erzielt. Zur Partie der Football-League-Championship-Saison 2007/08 zwischen Plymouth Argyle und dem FC Watford kamen 17.511 Zuschauer in das Stadion. Die größte Besucherzahl überhaupt im Stadion kam am 10. Oktober 1936 in den Home Park. Das Spiel Plymouth Argyle gegen Aston Villa in der Football-League-Second-Division-Saison 1936/37 verfolgten damals 43.596 Zuschauer.
- 2012/13: 07096 (Football League Two)
- 2013/14: 07305 (Football League Two)
- 2014/15: 07412 (Football League Two)
- 2015/16: 08798 (Football League Two)
- 2016/17: 09652 (EFL League Two)
- 2017/18: 10.413 (EFL League Two)
- 2018/19: 09852 (EFL League One)
- 2019/20: 10.338 (EFL League Two)

## Tribünen
Nach dem Umbau bietet der Home Park heute insgesamt 17.904 Sitzplätze für die Besucher.
- Mayflower Grandstand: 5093 Plätze (Süd, Haupttribüne)
- Lyndhurst Stand: 7072 Plätze (Nord, Gegentribüne, mit Familientribüne)
- Devonport End: 2832 Plätze (West, Hintertortribüne)
- Barn Park End: 2907 Plätze (Ost, Hintertortribüne, mit Gästebereich)

## Sonstige Nutzung

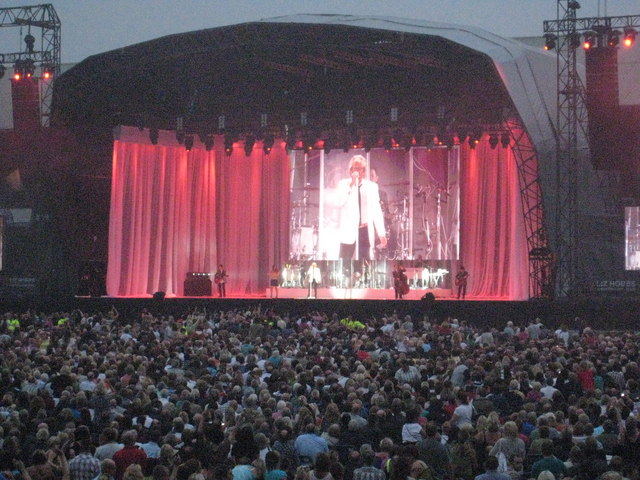
Rod Stewart im Juli 2009 im Home Park

Über die Jahre war das Stadion Gastgeber für verschiedene englische Fußballnationalmannschaften wie die Amateure oder die U23 der Männer. Seit Sommer 2007 findet das Plymouth Summer Festival statt. Zu diesem Anlass finden im Home Park Konzerte statt und den Anfang machte Elton John am 26. Mai 2007 vor 22.000 Besuchern. Bekannte Künstler und Gruppen wie George Michael, Meat Loaf, Westlife oder Rod Stewart folgten darauf.